# Andrew Yeom Soo-jung
Andrew Soo-jung Yeom (안드레아 염수정?, Andeurea Yeom Su-jeongLR) (Anseong, 5 dicembre 1943) è un cardinale e arcivescovo cattolico sudcoreano.

## Biografia

### Infanzia
Andrew Yeom Soo-jung è nato ad Anseong, provincia di Gyeonggi, da una famiglia cattolica devota. Infatti i suoi trisavoli, Peter Yeom Seok-tae Kim e sua moglie Maria, furono arrestati e giustiziati nel 1850 per la loro fede cattolica e per averla diffusa, durante la persecuzione della dinastia Joseon. La famiglia Yeom mantiene il suo credo religioso da generazioni attraverso la persecuzione, che porta il cardinale Yeom, la quinta generazione cattolica, ad accedere al sacerdozio. I suoi due fratelli più giovani lo hanno seguito nella vocazione sacerdotale.

### Formazione e ministero sacerdotale
All'età di 15 anni, Yeom ha deciso di diventare sacerdote ed è entrato in seminario. Si è laureato presso l'Università Cattolica di Corea nel 1970, prima di essere ordinato presbitero dal cardinale Stephen Kim Sou-hwan l'8 dicembre 1973 per la diocesi di Seoul. Ha continuato gli studi ottenendo un master di formazione in psicologia dalla Korea University. Ha studiato poi presso l'East Asian Pastoral Institute nelle Filippine.
Dopo la sua ordinazione, è stato vicario parrocchiale dal 1971 al 1973, per poi diventare presidente del seminario minore di Songshin dal 1973 al 1977, e poi servire come pastore dal 1977 fino al 1978. Dal 1987 al 1992 è stato rettore del seminario maggiore, divenendo cancelliere della curia diocesana fino al 1998. È stato poi nominato vicario foraneo dell'arcidiocesi di Seul, e, allo stesso tempo, pastore, servendo questi due ruoli fino al 2001. È stato anche membro del consiglio presbiterale.

### Episcopato
Il 1º dicembre 2001 è stato annunciato che papa Giovanni Paolo II lo aveva nominato, all'età di 58 anni, vescovo ausiliare di Seul e al tempo stesso vescovo titolare di Tibiuca. È stato ordinato vescovo il 25 gennaio 2002 dal cardinale Nicholas Cheong Jin-suk. Dopo la sua ordinazione, è diventato vicario generale dell'arcidiocesi di Seul. Ha mantenuto questi incarichi fino al 10 maggio 2012, quando papa Benedetto XVI lo ha nominato arcivescovo metropolita di Seul, dopo la rinuncia per motivi d'età del cardinale Cheong, che chiedeva le dimissioni dal 2006. Con la sua nomina ad arcivescovo, è arrivata anche quella di primate di Corea.
Durante la cerimonia di insediamento ha detto: "Abbiamo bisogno di mantenere la dignità della vita umana in una società che prende la vita con leggerezza. La chiesa si batterà per questo ". L'arcidiocesi di Seul ha tenuto la cerimonia inaugurale per il nuovo arcivescovo nell'anno del 62º anniversario dello scoppio della guerra di Corea - a pregare per l'unificazione delle due Coree. Alla Messa inaugurale hanno partecipato il cardinale Cheong, il ministro della Cultura Choe Kwang-Shik, l'arcivescovo e nunzio apostolico Osvaldo Padilla, i leader politici tra cui l'ex leader dell'opposizione Sohn Hak-kyu e Kang Ki-gap e il governatore Gyeonggi Kim Moon-soo. Come arcivescovo di Seoul è stato a capo della più grande comunità della Corea e, tradizionalmente, anche amministratore apostolico di Pyongyang, capitale della Corea del Nord. La diocesi di Pyongyang è vacante dalla morte del suo ultimo vescovo, Francis Hong Yong-ho, che fu imprigionato dal governo della Corea del Nord nel 1949, e poi scomparve.
Ha ricevuto il pallio da papa Benedetto XVI il 29 giugno 2012, nel giorno della festa dei Santi Pietro e Paolo, insieme a diversi arcivescovi provenienti da vari paesi. Egli è stato uno dei numerosi arcivescovi asiatici cui il Pontefice ha concesso il pallio, uno dei quali è l'arcivescovo di Manila Luis Antonio Tagle.

### Cardinalato
Papa Francesco l'ha elevato alla dignità cardinalizia nel suo primo concistoro, il 22 febbraio 2014, assegnandogli la berretta rossa, l'anello cardinalizio e il titolo presbiterale di San Crisogono. Yeom è il terzo coreano della storia ad essere stato creato cardinale di Santa Romana Chiesa, dopo il cardinale Nicholas Cheong Jin-suk, e il compianto cardinale Stephen Kim Sou-hwan. Il 23 febbraio, il giorno dopo l'annuncio, durante una cerimonia che si è svolta nella cattedrale di Myeong-dong, ha dichiarato: "Voglio fare degli sforzi per realizzare la visione di papa Francesco di una Chiesa lavoratrice per i poveri e coloro che sono ai margini della società e per renderla una Chiesa al servizio della comunità. Io rispetto gli sforzi compiuti dal defunto Cardinale Kim e dal cardinale Cheong, e aggiungo i miei ai loro". La sua nomina a cardinale è stata accolta da molti coreani, anche se solo l'11% del paese è di fede cattolica.
Il 28 ottobre 2021 papa Francesco ha accolto la sua rinuncia al governo pastorale dell'arcidiocesi di Seul per raggiunti limiti di età.
Il 5 dicembre 2023 compie ottant'anni e, in base a quanto disposto dal motu proprio Ingravescentem Aetatem di papa Paolo VI del 1970, esce dal novero dei cardinali elettori e decade da tutti gli incarichi ricoperti nella Curia romana.

## Genealogia episcopale e successione apostolica
La genealogia episcopale è:
- Cardinale Scipione Rebiba
- Cardinale Giulio Antonio Santori
- Cardinale Girolamo Bernerio, O.P.
- Arcivescovo Galeazzo Sanvitale
- Cardinale Ludovico Ludovisi
- Cardinale Luigi Caetani
- Cardinale Ulderico Carpegna
- Cardinale Paluzzo Paluzzi Altieri degli Albertoni
- Papa Benedetto XIII
- Papa Benedetto XIV
- Papa Clemente XIII
- Cardinale Marcantonio Colonna
- Cardinale Giacinto Sigismondo Gerdil, B.
- Cardinale Giulio Maria della Somaglia
- Cardinale Carlo Odescalchi, S.I.
- Vescovo Eugène de Mazenod, O.M.I.
- Cardinale Joseph Hippolyte Guibert, O.M.I.
- Cardinale François-Marie-Benjamin Richard
- Arcivescovo Gustave Mutel, M.E.P.
- Vescovo Adrien-Joseph Larribeau, M.E.P.
- Arcivescovo Paul Kinam Ro
- Cardinale Nicholas Cheong Jin-suk
- Cardinale Andrew Yeom Soo-jung

La successione apostolica è:
- Vescovo Timothy Yu Gyoung-chon (2014)
- Arcivescovo Peter Chung Soon-taek, O.C.D. (2014)
- Vescovo Benedictus Son Hee-Song (2015)
- Vescovo Job Koo Yobi, Istituto del Prado (2017)